# نورمان بليك
نورمان بليك (بالإنجليزية: Norman Blake)‏ هو كاتب أغاني وعازف قيثارة وموسيقي ومغني أمريكي، ولد في 10 مارس 1938 في تشاتانوغا في الولايات المتحدة.

## وصلات خارجية
- نورمان بليك على موقع ميوزك برينز (الإنجليزية)
- نورمان بليك على موقع أول ميوزيك (الإنجليزية)
- نورمان بليك على موقع ديسكوغز (الإنجليزية)